# Macau
Macau (chinesisch 澳門 / 澳门, Pinyin Àomén, Jyutping Ou3mun4*2, englisch Macao; portugiesisch Macau, Abk.: 澳 / 澳) ist eine etwa 50 Kilometer westlich von Hongkong gelegene Sonderverwaltungsregion der Volksrepublik China. Bis 1999 war es eine portugiesische Kolonie. Macau ist reich an Sehenswürdigkeiten aus der Kolonialzeit. Die Haupterwerbsquellen sind das dort legale Glücksspiel und der damit in Zusammenhang stehende Tourismus aus Hongkong und Festlandchina, weshalb Macau oft auch als Monte-Carlo des Ostens oder Las Vegas des Ostens bezeichnet wird. Die Stadt ist der Sitz des Bistums Macau.
Nach dem vom macauischen Government of Macao Special Administrative Region Statistics and Census Service selbst berechneten Wert für Index der menschlichen Entwicklung zählt Macau zu den sehr hoch entwickelten Ländern. Das Entwicklungsprogramm der Vereinten Nationen berechnet den Wert für Macau nicht.

## Name
Der volle Name Macaus lautet Sonderverwaltungsregion Macao der Volksrepublik China, im Kantonesischen Jūng'wàh Yàhnmàhn Guhng'wòhgwok Oumún Dahkbiht Hàhngjingkēui bzw. im Hochchinesischen Zhōnghuá Rénmín Gònghéguó Àomén Tèbié Xíngzhèngqū (中華人民共和國澳門特別行政區anhören (hochchinesisch)ⓘ, Jyutping Zung1waa4 Jan4man4 Gung6wo4gwok3 Ou3mun4*2 Dak6bit6 Hang4zing3keoi1anhören (kantonesisch)ⓘ) und in der portugiesischen Sprache Região Administrativa Especial de Macau da República Popular da Chinaⓘ.

## Geografie

### Landschaft
Macau liegt im Mündungsdelta des Perlflusses. Das Gebiet der heutigen Sonderverwaltungsregion bestand ursprünglich aus drei Inseln. Durch Landaufschüttungen wurden die Inseln Taipa und Coloane miteinander sowie Macau mit dem Festland verbunden. Mehrere Brücken stellen eine Verbindung zwischen der Halbinsel und dem Festland her.
Sowohl die Halbinsel als auch der Inselbereich bestehen aus kleinen Granithügeln umgeben von Flachlandgebieten. Bevor die Hügel für Feuer- und Bauholz gerodet wurden, bestand die ursprüngliche Vegetation aus immergrünem tropischem Regenwald. Der höchste Punkt ist mit 172,5 Metern der Alto de Coloane auf Coloane.

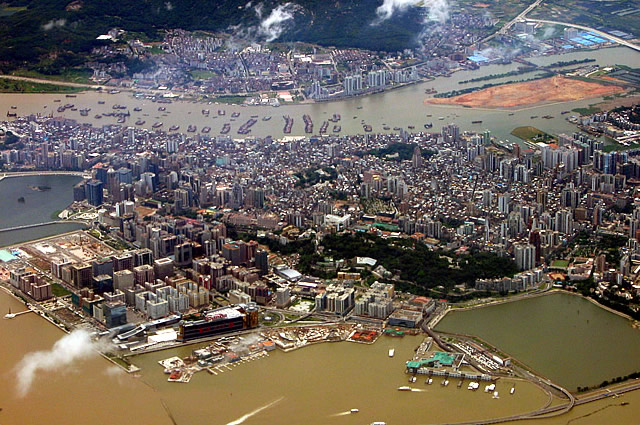
Luftbild der Halbinsel Macau (2004)
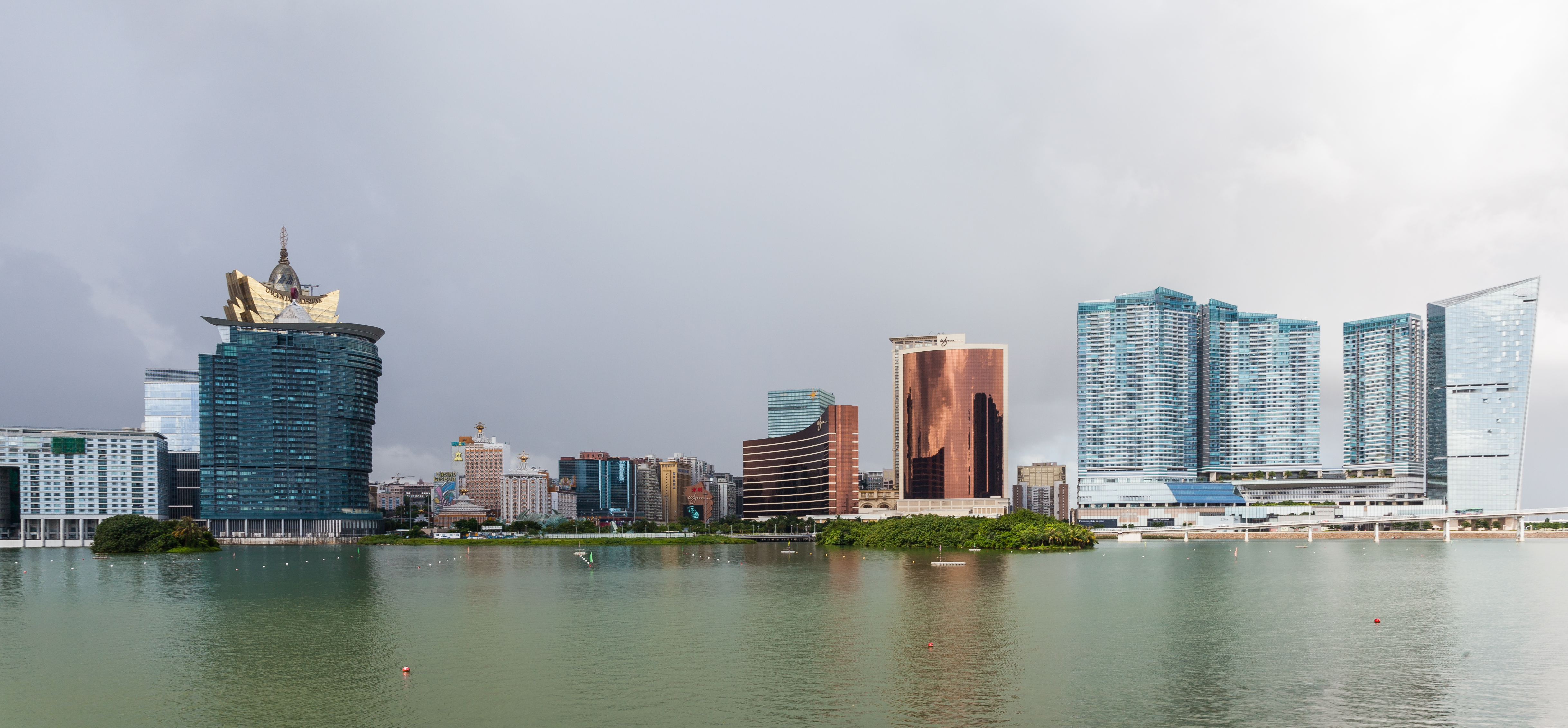
Lago Nam Van (2013)

### Klima
|                       | Jan  | Feb  | Mär  | Apr   | Mai   | Jun   | Jul   | Aug   | Sep   | Okt   | Nov  | Dez  |   |         |
| Mittl. Tagesmax. (°C) | 17,5 | 17,5 | 20,4 | 24,2  | 28,2  | 30,1  | 31,5  | 31,2  | 30,0  | 27,2  | 24,6 | 20,4 | ⌀ | 25,3    |
| Mittl. Tagesmin. (°C) | 11,9 | 12,8 | 15,9 | 19,9  | 23,7  | 25,5  | 26,3  | 25,9  | 24,8  | 22,2  | 17,8 | 13,4 | ⌀ | 20      |
|                       |      |      |      |       |       |       |       |       |       |       |      |      |   |         |
| Niederschlag (mm)     | 30,2 | 53,2 | 77,6 | 196,0 | 347,4 | 350,8 | 251,9 | 323,4 | 213,7 | 121,1 | 39,2 | 26,9 | Σ | 2.031,4 |
|                       |      |      |      |       |       |       |       |       |       |       |      |      |   |         |
| Sonnenstunden (h/d)   | 4,7  | 3,1  | 2,8  | 3,3   | 5,2   | 5,7   | 7,9   | 6,9   | 6,4   | 6,5   | 6,2  | 5,8  | ⌀ | 5,4     |
|                       |      |      |      |       |       |       |       |       |       |       |      |      |   |         |
| Wassertemperatur (°C) | 17   | 16   | 17   | 20    | 24    | 26    | 27    | 27    | 27    | 26    | 23   | 19   | ⌀ | 22,4    |
|                       |      |      |      |       |       |       |       |       |       |       |      |      |   |         |
| Luftfeuchtigkeit (%)  | 74   | 82   | 85   | 87    | 86    | 85    | 82    | 82    | 79    | 74    | 70   | 69   | ⌀ | 79,6    |

| 11,9 |

| 12,8 |

| 15,9 |

| 19,9 |

| 23,7 |

| 25,5 |

| 26,3 |

| 25,9 |

| 24,8 |

| 22,2 |

| 17,8 |

| 13,4 |

| 11,9 |

| 12,8 |

| 15,9 |

| 19,9 |

| 23,7 |

| 25,5 |

| 26,3 |

| 25,9 |

| 24,8 |

| 22,2 |

| 17,8 |

| 13,4 |

Teils tropische Einflüsse verleihen Macau ein trocken-feuchtes Monsunklima. Vier Fünftel der durchschnittlichen Regenmenge von 2.120 mm/m² fallen in der regenreichen Sommerzeit (April bis September), wenn der südwestliche Monsun bläst. Die Temperaturen reichen von 15 °C im Winter bis durchschnittlich 29 °C im Sommer. Abgesehen vom Regen sind die Sommermonate heiß und feucht. Die Wintermonate sind dagegen etwas kühler, weniger feucht und erträglicher.

## Geschichte

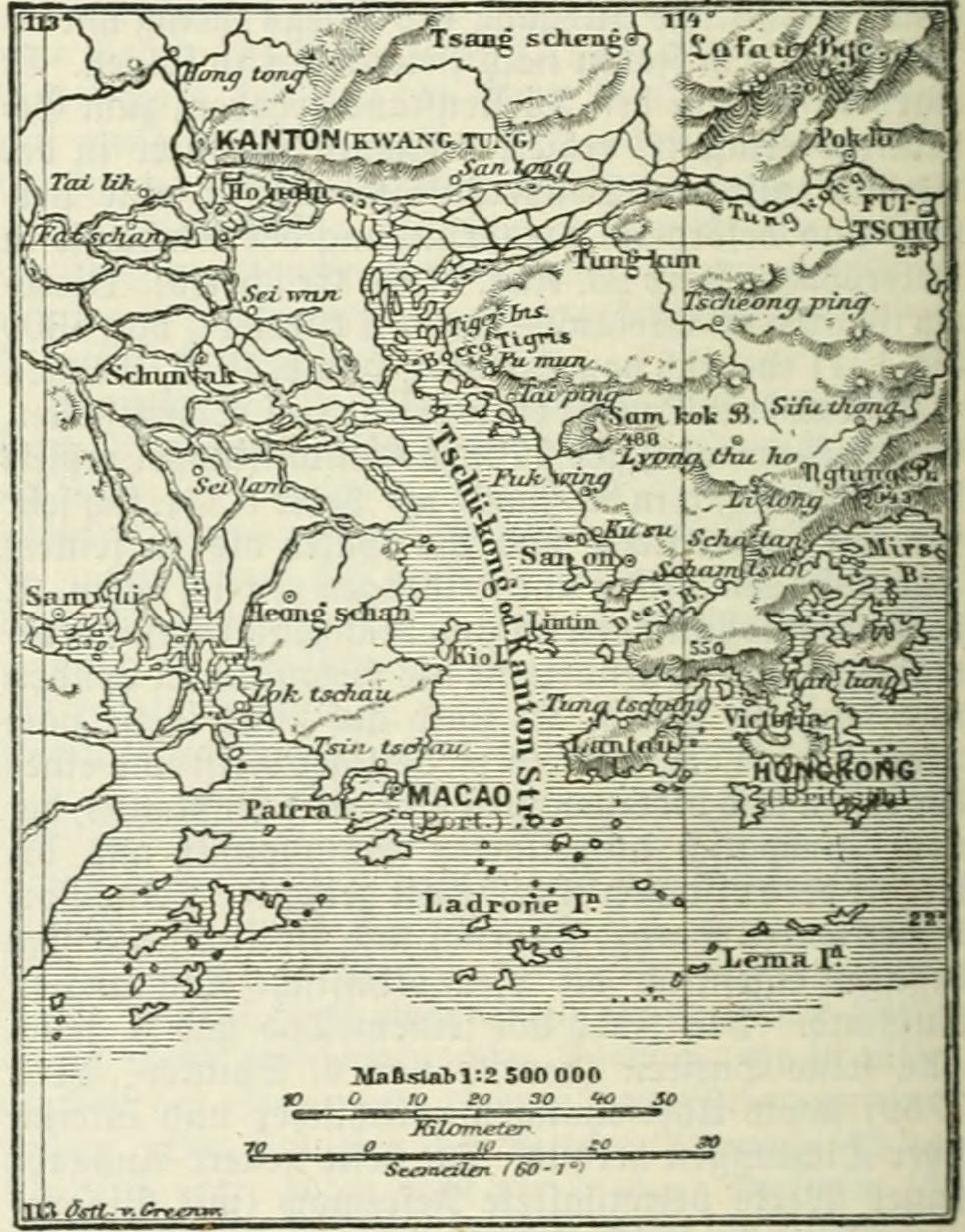
Landkarte von Macau, Kanton und Hongkong (um 1890)

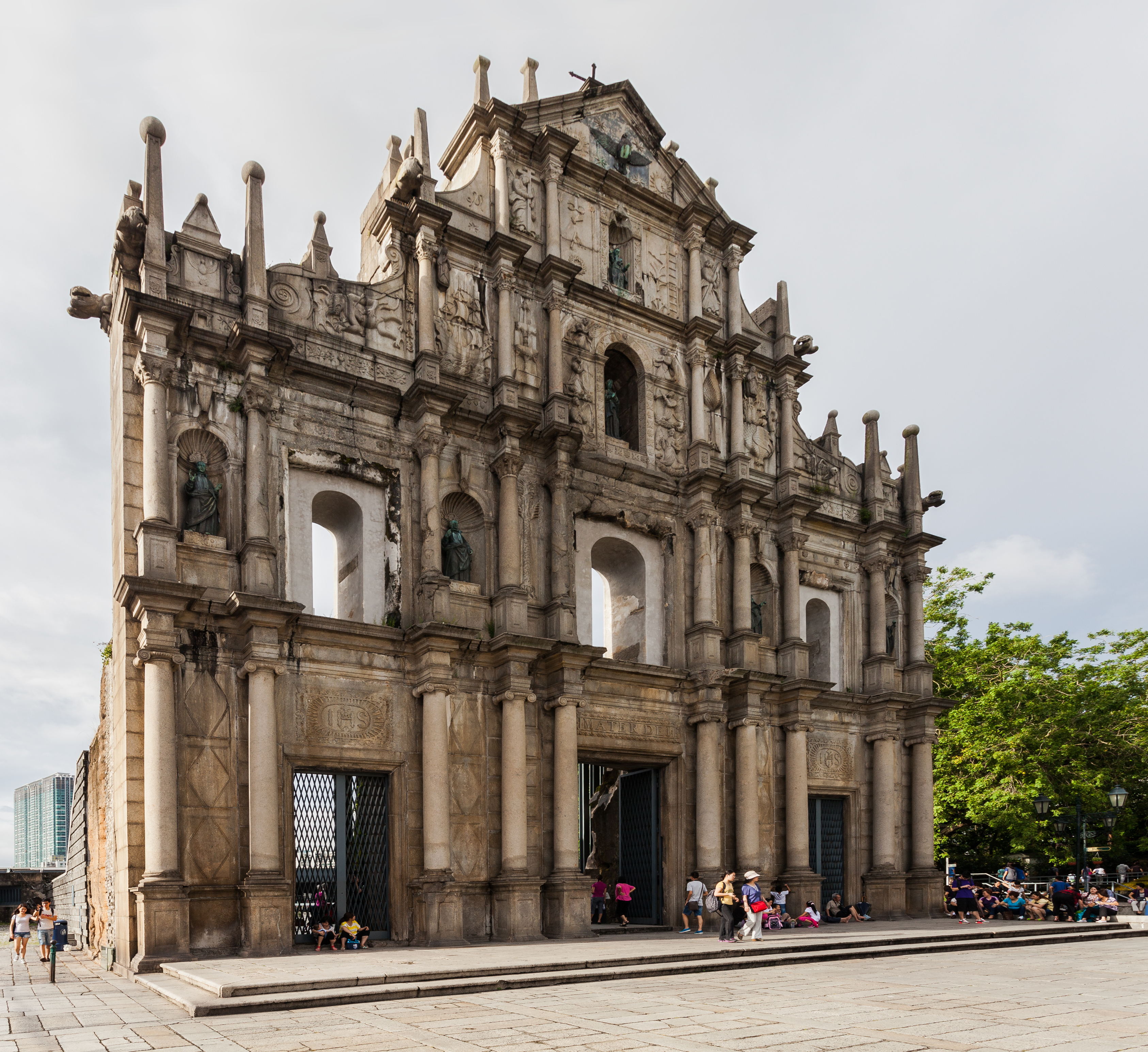
Die Ruinen der 1835 zerstörten Pauluskirche, das Wahrzeichen von Macau (2013)

Die Menschheitsgeschichte Macaus reicht vermutlich 6.000 Jahre zurück und umfasst viele verschiedene und unterschiedliche Zivilisationen und Existenzperioden. Auf der Macau-Halbinsel auf der Insel Coloane wurden 3.500 bis 4.000 Jahre alte Zeugnisse menschlicher und kultureller Existenz entdeckt.

### Chinesische Siedler
Während der chinesischen Qin-Dynastie (221–206 v. Chr.) unterstand die Region der Gerichtsbarkeit des Kreises Panyu, Präfektur Nanhai der Provinz Guangdong.
Die Region Macau wurde erstmals während der Han-Dynastie (2. Jh. v. Chr. bis 2. Jh. n. Chr.) von Chinesen besiedelt. Sie war administrativ Teil der Präfektur Dongguan in der Jin-Dynastie (266–420 n. Chr.) und stand in späteren Dynastien abwechselnd unter der Kontrolle von Nanhai und Dongguan.
Seit dem 5. Jahrhundert nutzten Handelsschiffe, die zwischen Südostasien und Guangzhou verkehrten, die Region als Hafen für Zuflucht, Süßwasser und Nahrung. Im Jahr 1152, während der Song-Dynastie (960–1279 n. Chr.), unterstand es der Gerichtsbarkeit des neuen Kreises Xiangshan. Im Jahr 1277 ließen sich etwa 50.000 Flüchtlinge, die vor der mongolischen Eroberung Chinas flohen, in der Küstenregion nieder.
Mong Há ist seit langem das Zentrum des chinesischen Lebens in Macau und Standort des möglicherweise ältesten Tempels der Region, eines Schreins, der der buddhistischen Guanyin (Göttin der Barmherzigkeit) gewidmet ist. Später in der Ming-Dynastie (1368–1644 n. Chr.) wanderten Fischer aus verschiedenen Teilen der Provinzen Guangdong und Fujian nach Macau ein und bauten den A-Ma-Tempel, in dem sie für Sicherheit auf dem Meer beteten. Die Hoklo-Bootsflüchtlinge waren die ersten, die Interesse an Macau als Handelszentrum für die südlichen Provinzen zeigten. Allerdings entwickelte sich Macau erst Mitte des 16. Jahrhunderts zu einer bedeutenden Siedlung, als es an das Königreich Portugal verpachtet wurde.

### Portugiesische Siedlung
In der Folgezeit entwickelte sich die Stadt im Rahmen des portugiesischen Chinahandels zu einem der bedeutendsten Warenumschlagplätze zwischen Asien und Europa. Die Niederlassung der Portugiesen in Macau um 1557 führte zur Entstehung einer jährlichen Seehandelslinie Goa-Cochin-Malakka-Macau-Japan, die verschiedenen Konzessionären gegen Entgelt offenstand. Diese Schifffahrtslinie, zu der die portugiesische Krone die Schiffskapitäne ernannte, wurde bald zu einer der profitabelsten Handelsrouten im Asienhandel, da sie nicht nur die Einfuhr asiatischer Luxusprodukte wie Seide, Porzellan und Lackmöbel ermöglichte, sondern auch die Platzierung von europäischem Kupfer auf den fernöstlichen Märkten und die Einfuhr großer Mengen von japanischem Silber ermöglichte. Der Handel mit Seide, Gewürzen und Tee florierte und verschaffte Macau großen Wohlstand.
Nach den Napoleonischen Kriegen zwang das Vereinigte Königreich Großbritannien und Irland Portugal, die Häfen für den Handel von britischen Schiffen zu öffnen. Hatten Goa und Macau bisher eine gesunde Wirtschaft, brach sie nun zusammen. Es hatte eine katastrophale Auswirkung auf die portugiesische Handelsflotte und man verlor den Textilhandel mit Indien. In Macau konnte man seine Wirtschaft, unabhängig vom Mutterland, mit Opium- und Teehandel wieder in Schwung bringen. Selbst nach der britischen Übernahme von Hongkong 1844 profitierte man vom Zugang zu den Vertragshäfen in China, auch wenn Macau seine Vormachtstellung im Asienhandel endgültig verlor. 1845 erklärte Portugal einseitig Macau zu seinem Freihafen. Als 1870 neue Regeln den Handel über Macau benachteiligten, boomte dafür Macaus Rolle als Auswandererhafen für Chinesen, die im Ausland als Kulis arbeiteten. Zwischen einem Sechstel und einem Viertel aller Kulis aus China reisten über Macau in die Welt.
Ab Mitte des 19. Jahrhunderts begann ein über 150 Jahre währender Streit zwischen China und Portugal über den politischen und juristischen Status Macaus. Auf internationalen Druck hin musste das Kaiserreich China 1887 die dauerhafte Besetzung und Regierung Macaus durch Portugal anerkennen. Ab 1892 verweilte der Reformer Sun Yat-sen in der Stadt, so dass Macau zu einem der wichtigsten Ausgangspunkte der chinesischen Revolution wurde.
Um diese Zeit entwickelte sich Macau in nahezu allen wirtschaftlichen Bereichen zu einem Anhängsel der benachbarten britischen Kolonie. Im Gegensatz zu Hongkong lebten, von wenigen zeitlichen Ausnahmen abgesehen, die chinesischen und portugiesischen Einwohner der Stadt in einer Symbiose, die für beide Seiten vorteilhaft war. Kompromissbereite Verhandlungen über die Rückgabe der Stadt an China fanden bereits ab 1928 zwischen Portugal und der Republik China statt, blieben jedoch im Zuge des Chinesischen Bürgerkriegs sowie des Japanisch-Chinesischen Kriegs ergebnislos.
Aufgrund der portugiesischen Neutralitätspolitik blieb Macau während des Zweiten Weltkriegs von japanischen Truppen unbesetzt. In dieser Zeit nahm die Stadt viele Flüchtlinge verschiedener Nationalitäten auf. Nach dem Krieg erklärte der portugiesische Präsident António de Oliveira Salazar einseitig per Dekret Macau zur Überseeprovinz und zum integralen Bestandteil Portugals, obwohl die Alliierten der Republik China 1943 eine Rückgabe sämtlicher Häfen an der chinesischen Küste zugesichert hatten.
Nach Gründung der Volksrepublik China 1949 forderte auch die neue kommunistische Regierung in Peking die Rückgabe Macaus, konnte sich jedoch nicht durchsetzen, da Portugal den Alleinvertretungsanspruch Festlandchinas nicht anerkannte. Eine Lösung der „Macau-Frage“ wurde auf unbestimmte Zeit vertagt. Am 31. Juli 1963 wies der Sicherheitsrat der Vereinten Nationen die Konstruktion der portugiesischen Überseeprovinzen in der UN-Resolution 180 als völkerrechtswidrig zurück.
1966 und 1974 unterbreitete Portugal der Volksrepublik China konkrete Angebote zur Rückgabe Macaus an China. Voraussetzung für die völkerrechtliche Verbindlichkeit derartiger Staatsverträge wäre die Aufnahme diplomatischer Beziehungen zwischen Portugal und der Volksrepublik China gewesen, was jedoch von der portugiesischen Regierung, die stattdessen die Republik China in Taiwan als alleinige Regierung ganz Chinas betrachtete, abgelehnt wurde. Erst 1979 erkannte Portugal die Volksrepublik China auf Grundlage der UN-Resolution 2758 von 1971 als einzig rechtmäßigen Vertreter des chinesischen Volks an.
Damit wurde der Weg einer für beide Seiten akzeptablen Rückgabe auf der Basis des von Deng Xiaoping entworfenen Vereinigungskonzepts „Ein Land, zwei Systeme“ frei. Die Aufnahme offizieller bilateraler Gespräche zwischen Portugal und der chinesischen Regierung folgte 1985, ein Jahr nachdem die britische Regierung der Übergabe Hongkongs für das Jahr 1997 zugestimmt hatte. Es mussten unter anderem Besitzstands- und Schuldenverhältnisse sowie bestehende Investitionsschutz-, Doppelbesteuerungs- und Rechtshilfeabkommen zwischen Macau und Hongkong beachtet werden. Nach intensiven Verhandlungen einigten sich 1987 beide Länder auf die Übergabe Macaus an die Volksrepublik China für das Jahr 1999.

### Sonderverwaltungsregion der Volksrepublik China
Am 19./20. Dezember 1999 erfolgte um Mitternacht der Anschluss Macaus an China. Bei der Zeremonie sagte der damalige chinesische Präsident Jiang Zemin, dass „die Rückkehr von Macau das endgültige Ende der westlichen Kolonialherrschaft über Asien“ symbolisiere. Der offizielle Name Macaus ist seitdem Sonderverwaltungsregion Macau der Volksrepublik China. Auf Grundlage der Chinesisch-Portugiesischen Deklaration von 1987 besitzt Macau bis 2049 Selbstverwaltungsrechte.

## Bevölkerung
| Jahr | Einwohnerzahl |
| ---- | ------------- |
| 1950 | 196.483       |
| 1960 | 167.796       |
| 1970 | 246.195       |
| 1980 | 238.118       |
| 1990 | 343.935       |
| 2000 | 427.979       |
| 2010 | 536.969       |
| 2017 | 622.567       |

Zusammensetzung der Bevölkerung in Macau nach Geburtsort (2011)

Die Gesamtheit der Einwohner Macaus werden als Macauer bezeichnet, während Macanesen eine eigene kleine Ethnie innerhalb der Macauer darstellen. Ein Großteil der Bevölkerung lebt auf der Halbinsel Macau bzw. innerhalb der Grenzen des Concelho de Macau. Insbesondere seit Beginn des 21. Jahrhunderts steigt die Bevölkerung aufgrund von Platzmangel aber auch auf den macauischen Inseln extrem stark an. Mit rund 21.000 Einwohnern pro Quadratkilometer weist Macau eine sehr hohe Bevölkerungsdichte auf. Macau ist das Gebiet mit der zweithöchsten Lebenserwartung der Welt. Sie liegt bei 84,5 Jahren. Macau hat eine relativ alte Bevölkerung, weniger als ein Viertel ist jünger als 25 Jahre.

### Ethnien
Unter allen 650.834 Einwohnern Macaus zum Zensus 2016 waren 577.107 Chinesen, wodurch diese Ethnie mit einem daraus resultierenden Anteil von 88,7 % die größte ethnische Gruppe bildet. Die zweite traditionell in Macau vertretene Ethnie sind die Portugiesen, die jedoch mit 6.853 Personen bzw. 1,1 % nur einen kleinen Teil ausmachen. Insgesamt haben 11.715 Personen zumindest teilweise portugiesische Wurzeln, was einem Anteil von 1,8 % entspricht; im Detail haben 3.889 Personen bzw. 0,6 % eine chinesisch-portugiesische Abstammung sowie 973 Personen bzw. 0,1 % eine portugiesische und eine weitere nicht-chinesische Abstammung. Die Macanesen, die ursprüngliche kreolische Bevölkerung in Macau, werden nicht vom Zensus erfasst, finden sich aber als multiethnische Gemeinde insbesondere unter den chinesisch-portugiesischen Personen oder jenen Personen, die portugiesische Wurzeln und Abstammungen aus anderen Ethnien als der chinesischen haben. Neben Chinesen und Portugiesen sowie Macanesen existieren viele vornehmlich asiatische Minderheiten in Macau, welche zusammen eine Gruppe von 59.998 Personen und somit 9,2 % der Gesamtbevölkerung umfassen.
In den letzten Jahrzehnten hat sich die ethnische Zusammensetzung mit der Bevölkerungszahl aufgrund der starken Migration aus dem Ausland inklusive Festlandchina stark verändert. So hat der Anteil der Chinesen an der Gesamtbevölkerung innerhalb von 15 Jahren von 2001 bis 2016 um 7 Prozentpunkte von 95,7 % auf 88,7 % abgenommen. Dabei lässt sich eine Kontinuität feststellen: 2011 waren es zwischendurch 92,4 % Chinesen. Der Anteil der Chinesen nimmt insbesondere zugunsten anderer asiatischer Ethnien ab. Während 2001 lediglich 9.338 Personen bzw. 2,1 % der Bevölkerung weder Chinesen noch Portugiesen waren, stieg deren Zahl bis 2011 auf bereit 32.413 bzw. 5,9 %; im Jahr 2016 wurde mit 9,2 % ein erneut deutlich höherer Wert erreicht. Etwa die Hälfte dieser 9,2 % dürften Filipinos sein; dazu kommen ein Viertel Vietnamesen und ein Viertel Personen anderer, aber hauptsächlich asiatischer Ethnien.
Über Jahrzehnte konnte ein Abwärtstrend des Anteils der Personen mit zumindest teilweise portugiesischer Abstammung festgestellt werden. So hatten 2001 noch 1,8 % der Bevölkerung einen portugiesischen Hintergrund, während deren Anteil bis 2006 auf 1,6 % bzw. bis 2011 auf 1,4 % sank. Insbesondere der Anteil der gemischt chinesisch-portugiesischen Personen schrumpfte dabei von 1,0 % 2001 über 0,8 % 2006 auf 0,7 % im Jahr 2011, während der Anteil der Personen, die ausschließlich portugiesischstämmig waren, gleich blieb. Daran lässt sich insbesondere der Bedeutungsverlust der gemischten Macanesen gegenüber den Portugiesen feststellen, wodurch die sino-portugiesische Kultur der Macanesen in Gefahr ist, während ausschließlich Portugiesischstämmige aus Portugal zuzogen und den Anteil der Portugiesen halten konnten, indem sich die absolute Zahl von 2001 bis 2011 von 2.810 auf 3.485 Personen erhöhte. Mit dem Zensus 2016 zeichnete sich jedoch ein Wandel ab: Während die gemischt chinesisch-portugiesische Bevölkerung weiter auf 0,6 % absank, verdoppelte sich die ausschließlich portugiesische Bevölkerung im Vergleich zu 2011 von 3.485 Personen bzw. 0,6 % auf 6.853 Personen bzw. 1,1 %. So stieg insgesamt der Anteil derer mit zumindest teilweise portugiesischen Vorfahren wieder auf 1,8 %.

### Nationalitäten
Die Verteilung der Nationalitäten bzw. Staatsangehörigkeiten entspricht etwa der Verteilung der Ethnien. Korrespondierend zum Anteil der ethnischen Chinesen von 88,7 % waren 2016 88,44 % der Einwohner bzw. 575.585 Personen chinesische Staatsbürger. Zweitgrößte Nationalität waren die Staatsangehörigen der Philippinen mit 30.080 Personen, was einem Anteil von 4,62 % an der Gesamtbevölkerung entspricht. Nur die portugiesische Staatsangehörigkeit besaßen 9.024 Personen bzw. 1,39 %. Darüber hinaus hatten 4,73 % eine nicht genannte asiatische Staatsbürgerschaft und 0,82 % eine nicht genannte nicht-asiatische Staatsbürgerschaft.
Aufgrund von Migration lässt sich eine Verschiebung des Nationalitätenverhältnisses feststellen: Besaßen beim vorletzten Zensus 2011 noch 92,27 % der Einwohner die in Macau mit eingeschränkten Rechten verbundene chinesische Staatsbürgerschaft, so waren es beim letzten Zensus 2016 nur noch 88,44 %. Dafür nahm insbesondere der Anteil der Personen mit philippinischer Staatsangehörigkeit zu, er hat sich dabei sogar innerhalb von fünf Jahren von 2,67 % auf 4,62 % mehr als verdoppelt. Auch der Anteil der portugiesischen Staatsangehörigen ist, ähnlich wie der Anteil der ethnischen Portugiesen, von 2011 zu 2016 von 0,91 % auf 1,39 % gestiegen. Der Anteil anderer asiatischer Nationalitäten stieg auch stark von 3,19 % auf 4,73 % an, andere nicht-asiatische Nationalitäten fielen leicht von einem Anteil von 0,96 % im Jahr 2011 auf 0,82 % im Jahr 2016.
Die Veränderungen im Zeitraum von 2011 bis 2016 waren verhältnismäßig groß, während es von 2001 über 2006 bis 2011 nur geringe Veränderungen gab. So fiel der Anteil der Inhaber einer chinesischen Staatsbürgerschaft nur von 95,2 % 2001 über 93,9 % 2006 auf 92,3 % 2011. Zum Zensus 2001 war die portugiesische mit einem Anteil von 2,0 % auch noch die zweithäufigste Staatsangehörigkeit, die philippinische besaßen lediglich 1,2 % der Gesamtbevölkerung. In den folgenden Jahren löste die philippinische Staatsbürgerschaft die portugiesische allerdings auf Platz zwei ab, indem der Anteil der Personen mit philippinischer Nationalität auf 2,0 % anstieg und der Anteil der Personen mit portugiesischer Nationalität in den fünf Jahren bis 2006 auf 1,7 % zurückging. Bis zum Jahr 2011 setzte sich dieser Trend weiter fort, der Anteil der philippinischer Staatsangehörigkeit nahm dabei von 2,0 % noch einmal um 0,7 % auf 2,7 % zu, der Anteil der Personen mit portugiesischer Staatsangehörigkeit ging dabei weiter von 1,7 % auf 0,9 % zurück. Trotzdem ist der Zeitraum von 2001 bis 2011 deutlich konstanter als der kürzere Zeitraum von 2011 bis 2016 gewesen, in welchem der Anteil der philippinischen Staatsbürger viel deutlicher anstieg und sich der Anteil der portugiesischen Staatsbürger auch wieder erholte.

### Sprachen
Geografisch gehört Macau in das Sprachgebiet des Kantonesischen, einer chinesischen Sprache, die im gesamten Perlflussdelta verbreitet ist und auch in Hongkong und Guangzhou (auch bekannt als Kanton) gesprochen wird. Aufgrund der jahrhundertelangen portugiesischen Kolonialzeit sind auch Portugiesisch sowie die daraus hervorgegangene Kreolsprache Macanesisch historisch in Macau verankert. Amtssprachen sind sowohl Chinesisch als auch Portugiesisch. Im amtlichen Verkehr wird die Zweisprachigkeit streng eingehalten. So sind beispielsweise alle Gesetzestexte, öffentliche Dokumente und Regierungs-Websites auf Chinesisch und Portugiesisch verfügbar. Auch in der Gesetzgebenden Versammlung wird sowohl Chinesisch als auch Portugiesisch gesprochen, Redebeiträge werden durch Simultandolmetschen für Sprecher beider Amtssprachen verständlich gemacht. In den vergangenen Jahren nahm die Bedeutung des Englischen in Macau durch seine Stellung als internationale Stadt weiter zu, sodass auch Regierungs-Websites mittlerweile auf Englisch verfügbar sind. Sprecher des Portugiesischen äußerten wiederholt Befürchtungen, dass ihre Sprache zunehmend eingeschränkt werde. Hinsichtlich der Sprachsituation sind längerfristig mehrere Trends zu beobachten: auf der einen Seite eine deutliche Zunahme des Hochchinesisch und des Englischen (vor allem im passiven Sprachverständnis) und zum anderen eine langsame Abnahme des Kantonesischen und Portugiesischen. Schon seit längerem sprechen und verstehen weit mehr Personen Englisch als Portugiesisch.
| Sprache                     | Umgangssprache | Umgangssprache | Umgangssprache              | Sprachverständnis | Sprachverständnis | Sprachverständnis           |
| Sprache                     | 2001           | 2011           | Veränderung (Prozentpunkte) | 2001              | 2011              | Veränderung (Prozentpunkte) |
| --------------------------- | -------------- | -------------- | --------------------------- | ----------------- | ----------------- | --------------------------- |
| Kantonesisch                | 87,9 %         | 83,3 %         | −4,6                        | 94,4 %            | 90,0 %            | −4,4                        |
| Hochchinesisch              | 01,6 %         | 05,0 %         | +3,4                        | 26,7 %            | 41,4 %            | +14,7                       |
| Hokkien                     | 04,4 %         | 03,7 %         | −0,7                        | 07,3 %            | 06,9 %            | −0,4                        |
| Andere chinesische Sprachen | 03,1 %         | 02,0 %         | −1,1                        | 10,4 %            | 08,8 %            | −1,6                        |
| Portugiesisch               | 00,7 %         | 00,7 %         | ±0,0                        | 03,0 %            | 02,4 %            | −0,6                        |
| Englisch                    | 00,7 %         | 02,3 %         | +1,6                        | 13,5 %            | 21,1 %            | +7,6                        |
| Andere                      | 01,7 %         | 03,0 %         | +1,3                        | 04,3 %            | 07,2 %            | +2,9                        |
| Gesamt                      | 100,0 %        | 100,0 %        | –                           | –                 | –                 | –                           |

### Religion
Im Jahre 2006 lebten in Macau geschätzt etwa 80 % Buddhisten, 4 % römische Katholiken und 1 % Protestanten. 15 % gehörten einer anderen oder keiner Religion an. Der Buddhismus ist auch durch nichtchinesische Organisationen wie den tibetischen Buddhismus der Nyingmapa vertreten.

### Bildung

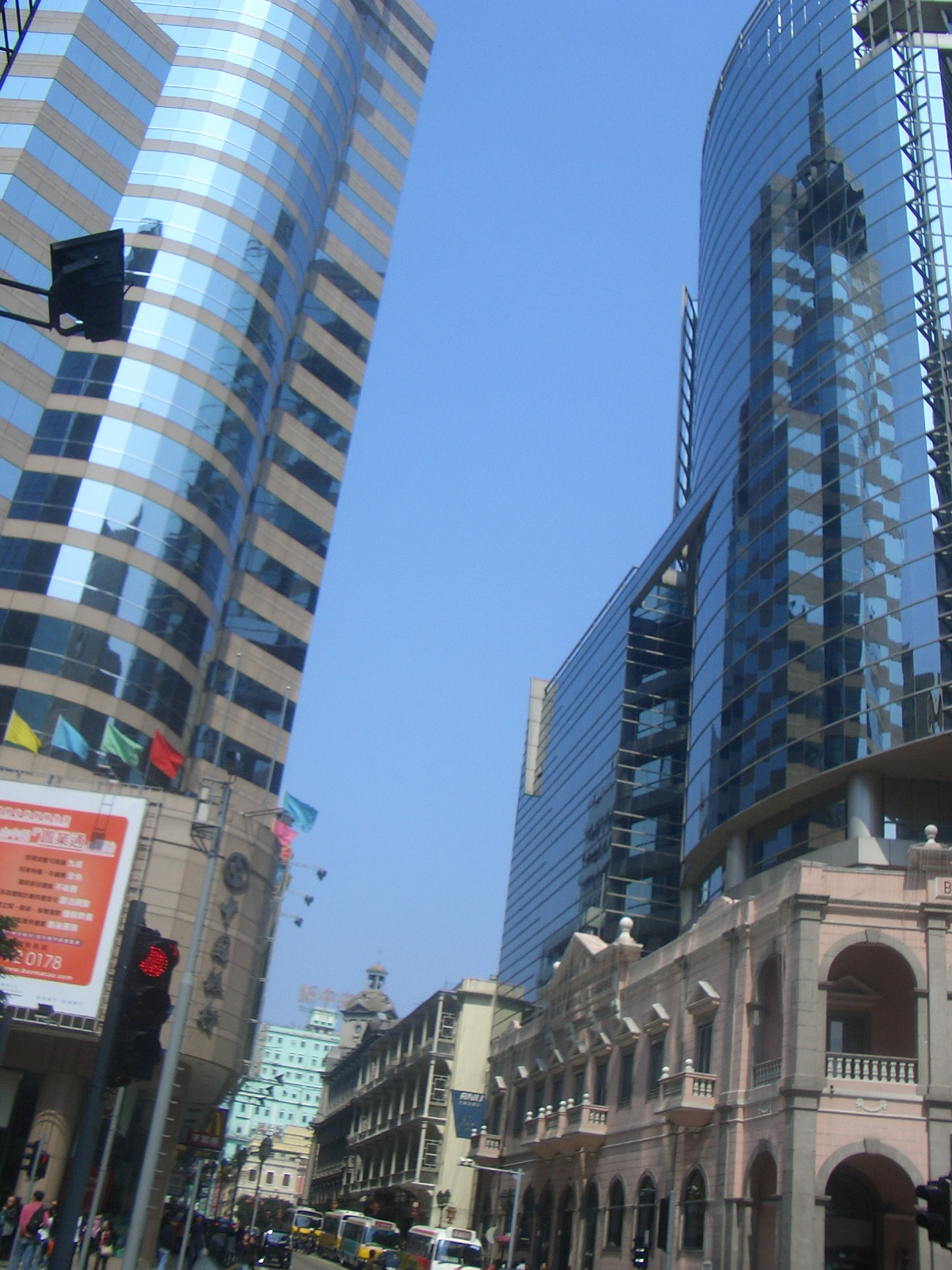
Koloniale und moderne Architektur in der Avenida de Almeida Ribeiro

Macau verfügt über vier Universitäten sowie zahlreiche weitere Bildungseinrichtungen:
- Polytechnisches Institut von Macau (Instituto Politécnico de Macau)
- Universität von Macau (Universidade de Macau)
- Macau University of Science and Technology
- Sankt-Josephs-Universität (Universidade de São José)
- Institute for Tourism Studies
- Kiang Wu Nursing College
- Macau Millennium College
- Macau Security Forces Training College
- Macau Institute of Management
- United Nations University International Institute for Software Technology
- Institute of European Studies of Macau

## Politik

### Politisches System
An der Spitze der Regierung steht der Chefe do Executivo de Macau. Die Gesetzgebung erfolgt durch die Gesetzgebende Versammlung von Macau. Das Parlament wird von pro-festlandchinesischen Politikern dominiert, echte Demokratie gibt es in der Sonderverwaltungsregion Macau nicht.

### Verwaltungsgliederung

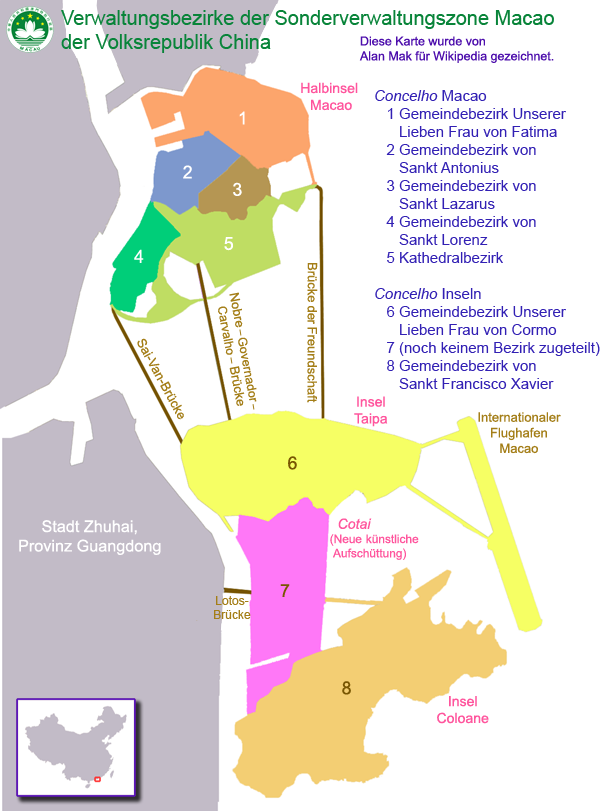
Macau – Sonderverwaltungszone der Volksrepublik China

Unter portugiesischer Verwaltung gliederte sich das Gebiet bis 1999 in zwei Städte:
- Concelho de Macau (澳門市)
- Concelho das Ilhas (海島市)

Der Concelho de Macau selbst wurde in fünf Gemeindebezirke aufgeteilt:
- Freguesia de Nossa Senhora de Fátima (花地瑪堂區)
- Freguesia de Santo António (聖安多尼堂區)
- Freguesia de São Lazaro (望德堂區)
- Freguesia de São Lourenço (風順堂區 oder 聖老愣佐堂區)
- Freguesia da Sé (大堂區)

Der Concelho das Ilhas wurde in zwei Gemeindebezirke eingeteilt:
- Freguesia da Nossa Senhora do Carmo (嘉模堂區) auf der Insel Taipa
- Freguesia do São Francisco Xavier (聖方濟各堂區) auf der Insel Coloane

Das zwischen den Inseln Taipa und Coloane gelegene Neulandgebiet Cotai war keinem Gemeindebezirk zugeordnet.
Die eigenständigen Verwaltungen der Städte und Gemeindebezirke wurden am 31. Dezember 2001 aufgelöst. An ihre Stelle trat das Instituto para os Assuntos Cívicos e Municipais (Verwaltung der bürgerschaftlichen und städtischen Angelegenheiten).

### Städtepartnerschaften
Macau unterhält derzeit die folgenden Städtepartnerschaften:
- Lissabon, Portugal, seit 1982
- Brüssel, Belgien, seit 1991 (Freundschaftsabkommen)
- Porto, Portugal, seit 1997
- Linköping, Schweden, seit 1997
- Coimbra, Portugal, seit 1998
- São Paulo, Brasilien, seit 2000
- Đà Nẵng, Vietnam, seit 2006 (Kooperationsabkommen)
- Praia, Kap Verde, seit 2007
- Dili, Osttimor, seit 2024[44]

## Kultur

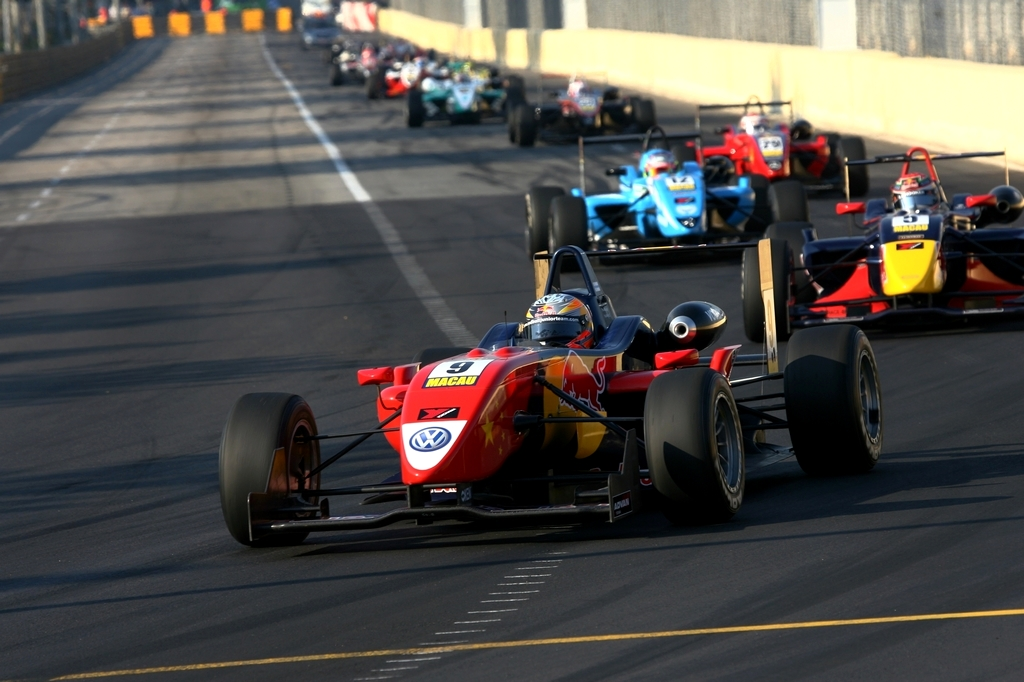
Szene aus dem Macau F3 Grand Prix 2008

### Sehenswürdigkeiten
- Fassadenruine der Pauluskirche (Ruinas de São Paulo)
- Macau Tower (338 Meter)
- Casino Lisboa und Grand Lisboa
- Grandprix Museum
- Penha Church

Die UNESCO nahm die historische Altstadt im Jahr 2005 ins Weltkulturerbe wegen der Rolle der Stadt als Ort des Kontaktes zwischen China und dem Westen auf, was sich auch in der Architektur widerspiegele.

### Sport
Special Olympics Macau wurde 1987 gegründet und nahm mehrmals an Special Olympics Weltspielen teil.

### Regelmäßige Veranstaltungen
Höhepunkte im jährlichen Veranstaltungskalender der Stadt sind die Feierlichkeiten zum chinesischen Neujahrsfest, das Macau Arts Festival, das Drachenboot-Festival Tun Ng (端午節,  Duānwǔ Jié, Jyutping Dyun1ng5 Zit6), der International Fireworks Display Contest und das International Music Festival.
Seit 1954 findet alljährlich im November auf dem Stadtkurs Guia Circuit der Macau Grand Prix statt, der aus verschiedenen Rennen für Motorräder, Tourenwagen und Monoposti besteht.

## Wirtschaft und Infrastruktur
Wirtschaftlich bedeutend für Macau ist die Herstellung von Feuerwerkskörpern und Textilien. Die Arbeitslosenquote wird 2017 mit 2 % angegeben und liegt damit sehr niedrig.

### Glücksspiel

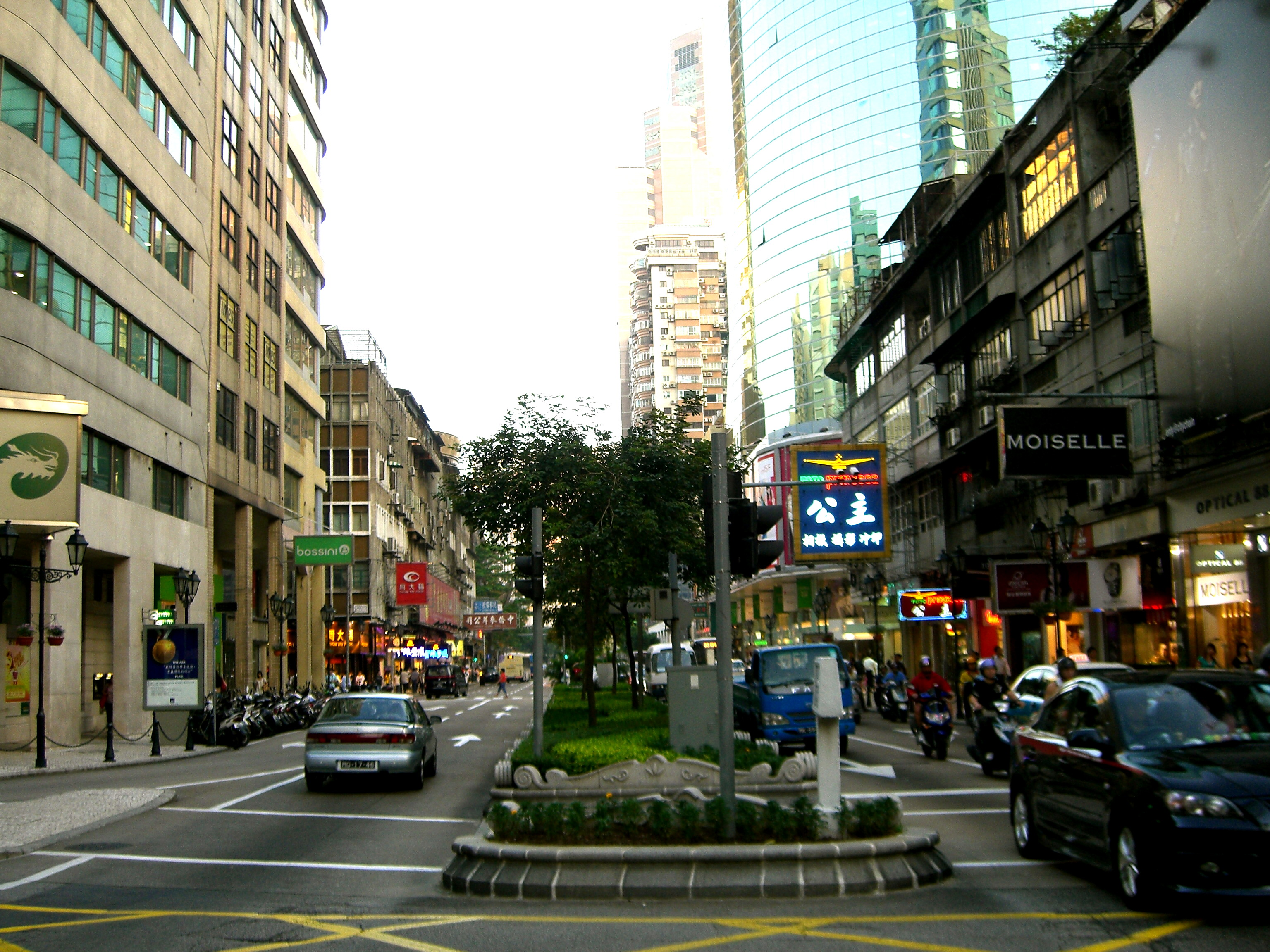
Typische Straßenansicht in Macau

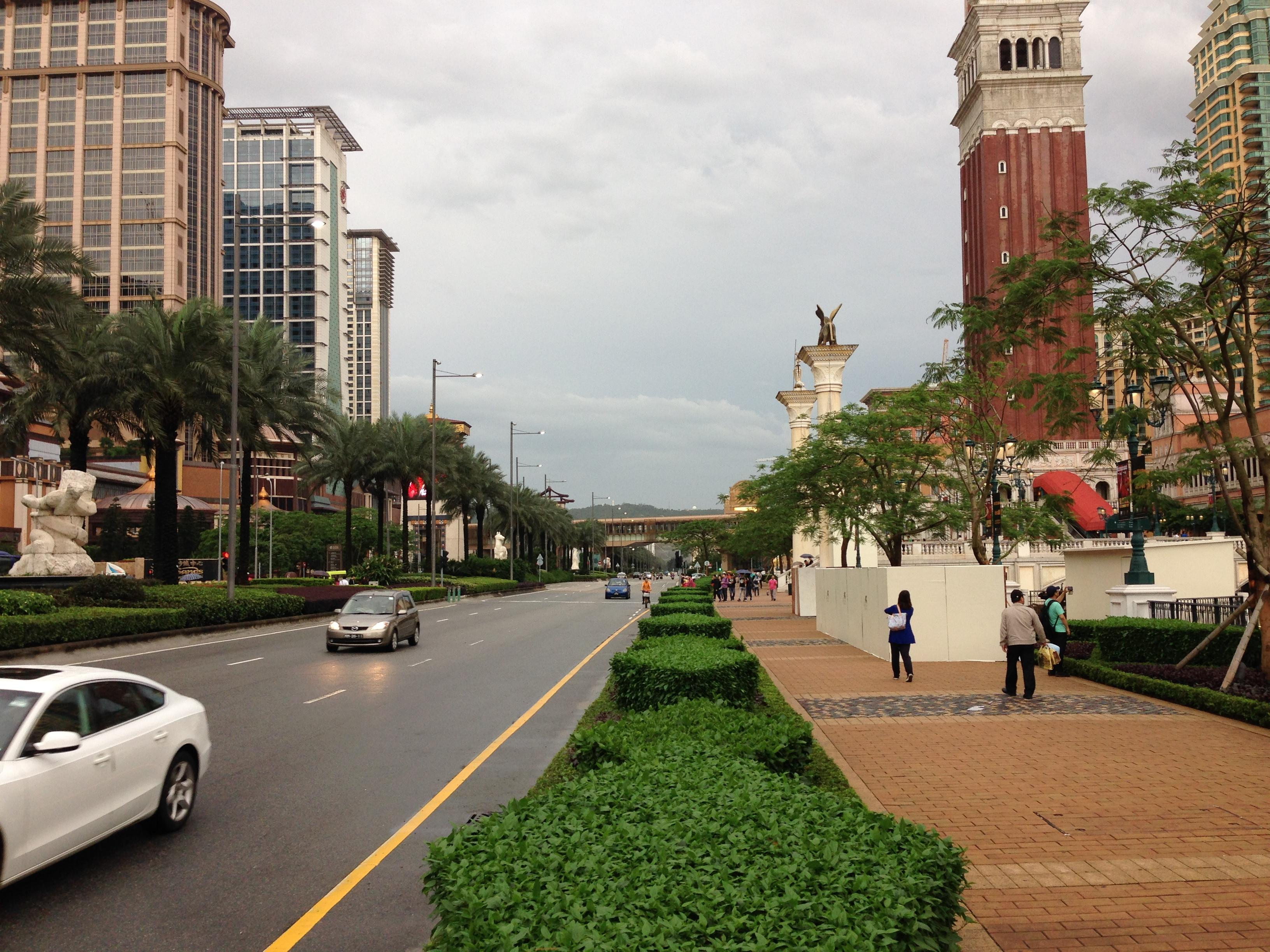
Cotai Strip, 2014

Das Glücksspiel bildet seit langem eine zentrale Einnahmequelle Macaus. 1962 wurde die Sociedade de Turismo e Diversões de Macau (STDM, deutsch: Macau Reise- und Unterhaltungsgesellschaft) gegründet, ein privatrechtlich organisiertes Unternehmen, das zeitweise das Monopol für Glücksspiel innehatte und weitere Aktivitäten in der Freizeit- und Tourismusbranche unterhielt. Die STDM gehörte mehrheitlich Stanley Ho (30 Prozent) und Teddy Yip (27 Prozent). Die Spielcasinos machten Macau für regionale Touristen attraktiv. Bis zur Liberalisierung des Marktes 2002 erwirtschaftete die STDM in einigen Jahren bis zu 60 Prozent des Bruttoinlandsprodukts von Macau.
Im Jahre 2011 gab es 34 Kasinos mit 33,9 Milliarden US-Dollar Umsatz. Der Umsatz ist damit gegenüber 2010 um 42 Prozent gestiegen. Bedingt durch das Glücksspiel hat Macau die Zahl seiner Touristen von acht Millionen im Jahr 2000 auf 29.324.822 im Jahr 2013 mehr als verdreifacht. Die Kasinos in Macau machten 2013 sechsmal so viel Umsatz wie die in Las Vegas. Im Januar 2014 kamen 2.503.609 Touristen. Dies schlägt sich vor allem in der Bauwirtschaft nieder, denn angesichts der geringen Fläche Macaus werden vor allem Hochhäuser gebaut.
Seit dem Fall des Glücksspielmonopols Ende 2002 haben sich vornehmlich US-Konsortien aus Las Vegas, Nevada um die Lizenz zum Bau von Kasinos beworben. Die Investoren wollen auf den künstlichen Aufschüttungsflächen zwischen den beiden südlichen Inseln Taipa und Coloane den Las Vegas Strip nachbauen. Im Mai 2004 eröffnete das mit einer goldenen Fassade versehene Sands Macau, ein Kasino (seit 2007 mit Hotel), dessen Baukosten sich in weniger als einem Jahr amortisierten. Nahe der Südflanke von Taipa ist ein großer Kasino-, Hotel- und Freizeitkomplex entstanden, z. Z. der größte der Welt. Herzstück ist der von allen Seiten gut erreichbare Kasinosaal mit der außergewöhnlich großen Fläche von 51.000 Quadratmetern.
Seit Januar 2008 ist Texas Hold’em Poker offiziell als Glücksspiel in Macau erlaubt. Im Mai 2011 wurde in Macau das Galaxy Resort eröffnet, ein weiterer Spielerpalast mit 2200 Hotelzimmern, 50 Restaurants, einem künstlichen Strand sowie einem Wellenbad.
Seit 1989 gibt es in Macau eine Pferderennbahn mit einer Kapazität von 15.000 Sitzplätzen, auf der das Wetten auf den Ausgang der Rennen legal ist. 2012 wurde das Mindestalter für Glücksspiel in Macau von 18 auf 21 Jahre angehoben.
The Venetian Macao

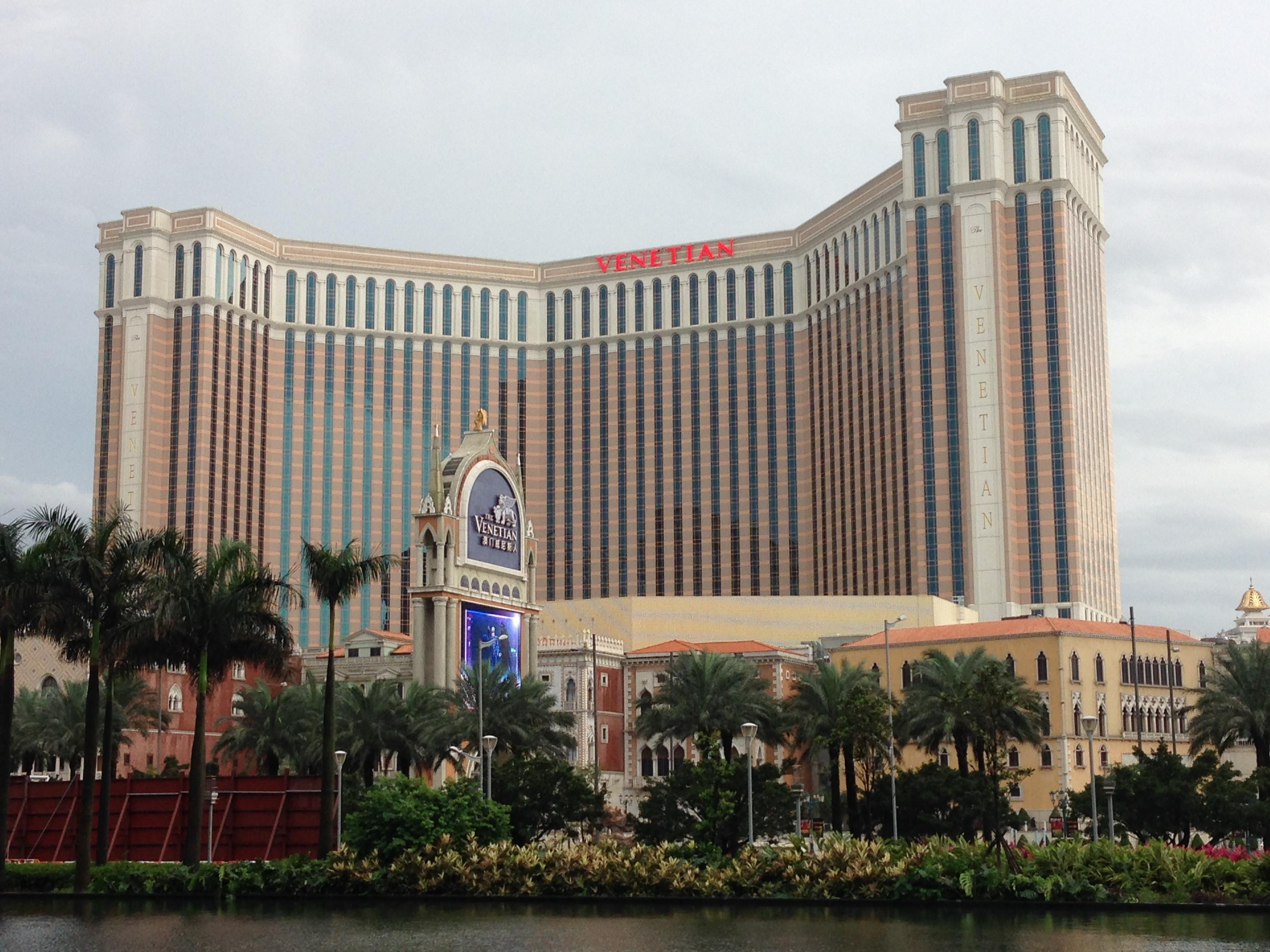
Das Venetian-Macao-Casino, Mai 2014

Zwischen 2004 und 2007 entstand das Resort-Hotel-Casino The Venetian Macao, welches (Stand März 2013) das nach Nutzfläche sechstgrößte Gebäude der Welt ist. Dominiert wird das Venetian vom 151 Meter hohen abgewinkelten Hotelriegel mit 39 Stockwerken und 3000 Suiten. Sie werden wie in Las Vegas subventioniert, um die erforderlichen Massen von Spielern in das Casino zu locken. Als Ergänzung zum Hotelbetrieb und Auslastungsgarantie wurden ein 111.000 Quadratmeter großes Tagungszentrum, ein vollausgestattetes Theater und eine Veranstaltungsarena mit 15.000 Sitzplätzen dazugebaut. Die im gesamten Komplex verteilten Restaurants und Geschäfte belegen eine Fläche von 149.000 Quadratmetern. In den ersten fünf Monaten nach Eröffnung am 29. August 2007 wurden 10 Millionen Gäste gezählt. Der Personalaufwand im Komplex ist mit rund 25.000 Mitarbeitern kalkuliert, das ist jeder fünfte Arbeitsplatz von Macau.
Eingerahmt wird das Venetian, ebenso wie das um zwei Drittel kleinere Vorbild in Las Vegas, vom Nachbau venezianischer Kanäle mit Gondeln an Straßenfronten unter künstlichem Himmel in dauerhafter Dämmerung. Das Dekor ist im venezianischen Stil; eingefügt in die Ausstattung sind jedoch überall in Kasinonähe die chinesischen Glücksbringer Drache und Fisch. Im Außenbereich steht der hier solitäre Campanile vom Markusplatz, der in Originalgröße einschließlich Turmfigur nachgebaut wurde (98,6 Meter). Ein großer Teich leuchtet bei Dunkelheit in der Anlage.

### Verkehr

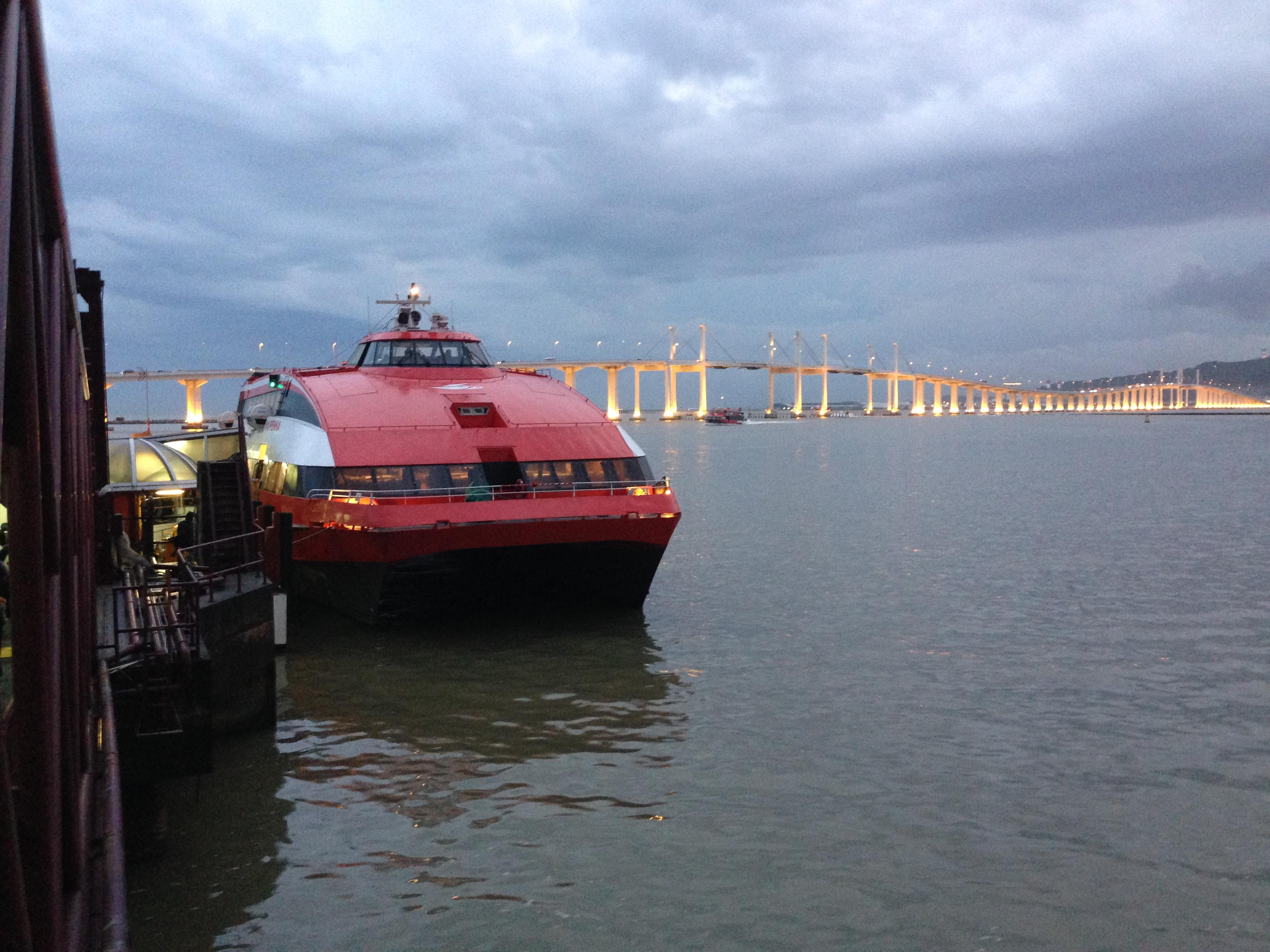
TurboJET-Fähre zwischen Hongkong und Macau am Macau-Pier

Die Halbinsel Macau und die Insel Taipa sind mit drei Brücken verbunden. Seit Anfang 2005 ist die neueste Brücke, die Ponte da Sai Van (西灣大橋,  Xīwān Dàqiáo, Jyutping Sai1waan1 Daai6kiu4), im Westen Macaus für den Verkehr freigegeben. Erst durch diese neue und höhere Brücke ist die Insel Taipa auch bei Taifun-Warnung mit dem Auto erreichbar. Die beiden älteren Brücken (Ponte Governador Nobre de Carvalho und Ponte da Amizade, seit 1994; im Osten) sind vor Wind und Wellen nicht ausreichend geschützt.
Zwischen den Häfen Macau und Taipa verkehren regelmäßige Schnellfähren. Täglich wird die Strecke Macau–Hongkong rund 150-mal von Tragflügelbooten befahren. Es gibt Verbindungen zum Hong Kong International Airport, zum China Ferry Pier in Kowloon sowie dem Macau Ferry Terminal auf Hong Kong Island. Die Überfahrt dauert etwa eine Stunde. Ebenfalls bestehen Fährverbindungen nach Shekou (蛇口,  Shékǒu, Jyutping Se4hau2) (Shenzhen) und zum Flughafen Shenzhen sowie Buslinien nach Gongbei (拱北,  Gǒngběi, Jyutping Gung2bak1) (Zhuhai) und Guangzhou. Weiterhin verkehren regelmäßig Hubschrauber nach Hongkong und Shenzhen.
Seit 1995 verfügt Macau über einen eigenen internationalen Flughafen, den Macau International Airport. Der Innenstadtverkehr und sogar der Nahverkehr auf den umliegenden Inseln werden durch ein effektives Bussystem entlastet. Sämtliche Fahrzeuge sind mit Klimaanlage ausgestattet. Im Gegensatz zu Festlandchina herrscht auf dem Gebiet Macaus, wie auch in Hongkong, Linksverkehr.
Seit 2019 verkehrt die Metro Ligeiro de Macau (englisch: Macao Light Rapid Transit). Der fahrerlose gummibereifte Peoplemover erschließt zunächst Taipa und Cotai und führt dann zur Halbinsel Macau. Weitere Strecken sind in Bau.
Seit der Eröffnung der Hongkong-Zhuhai-Macau-Brücke (HZMB) im Oktober 2018 besteht eine direkte Straßenverbindung über den Perlfluss in die Nachbarstädte Hongkong und Zhuhai. Die Brücke ist für den Verkehr mit Grenzbussen freigegeben. Die Nutzung für den privaten Individual- und geschäftlichen Autoverkehr zwischen den innerchinesischen Grenzen der Sonderverwaltungsregionen (Macau und Hongkong) und Festlandchina (Zhuhai) ist täglich nach Quoten geregelt und nur für vorher angemeldete Autofahrer mit verwaltungs- und versicherungstechnischen Auflagen erlaubt.

## Persönlichkeiten

### Söhne der Stadt
- Vicente Nicolau de Mesquita (1818–1880), portugiesischer Offizier
- Pedro Nolasco da Silva (1842–1912), Übersetzer, Schriftsteller, Journalist und Lehrer
- Victor Hugo de Azevedo Coutinho (1871–1955), Marineoffizier, Hochschullehrer an der Universität Coimbra und Politiker, 1914–1915 Premierminister
- João Tamagnini de Sousa Barbosa (1883–1948), Militär und Politiker, 1918–1919 Premierminister
- Luís Gonzaga Gomes (1907–1976), Sinologe, Übersetzer, Historiker und Autor
- Geoffrey de Ste Croix (1910–2000), britischer Historiker
- José Lei (1930–2023), Sportschütze, der für Hongkong antrat
- José Lai Hung-seng (* 1946), Bischof
- Fernando Chui Sai On (* 1957), Politiker, 2009–2019 Chefadministrator Macaus
- José Maria Pereira Coutinho (* 1957), Politiker
- Soi Cheang (* 1972), Filmregisseur und -produzent
- Eurico de Jesus (* 1977), Automobilrennfahrer

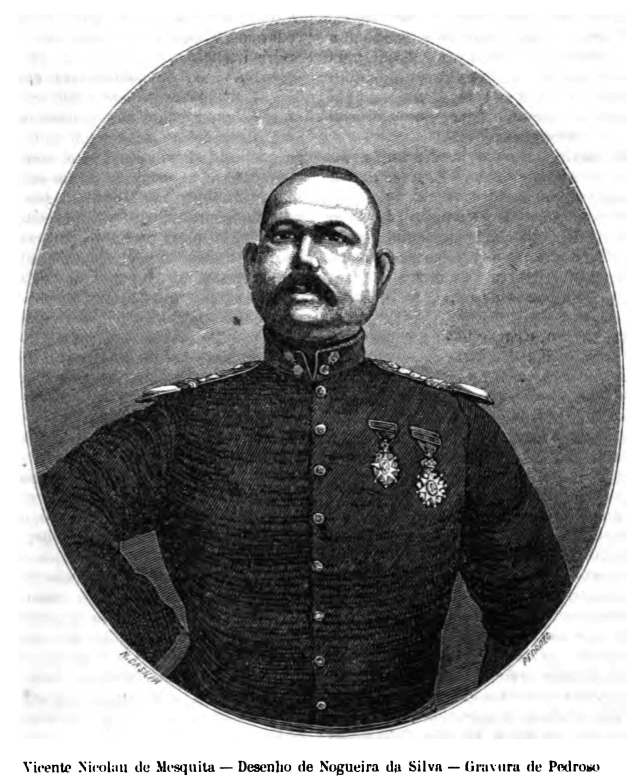
Vicente Nicolau de Mesquita
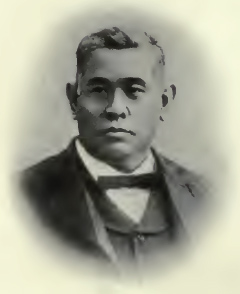
Pedro Nolasco da Silva
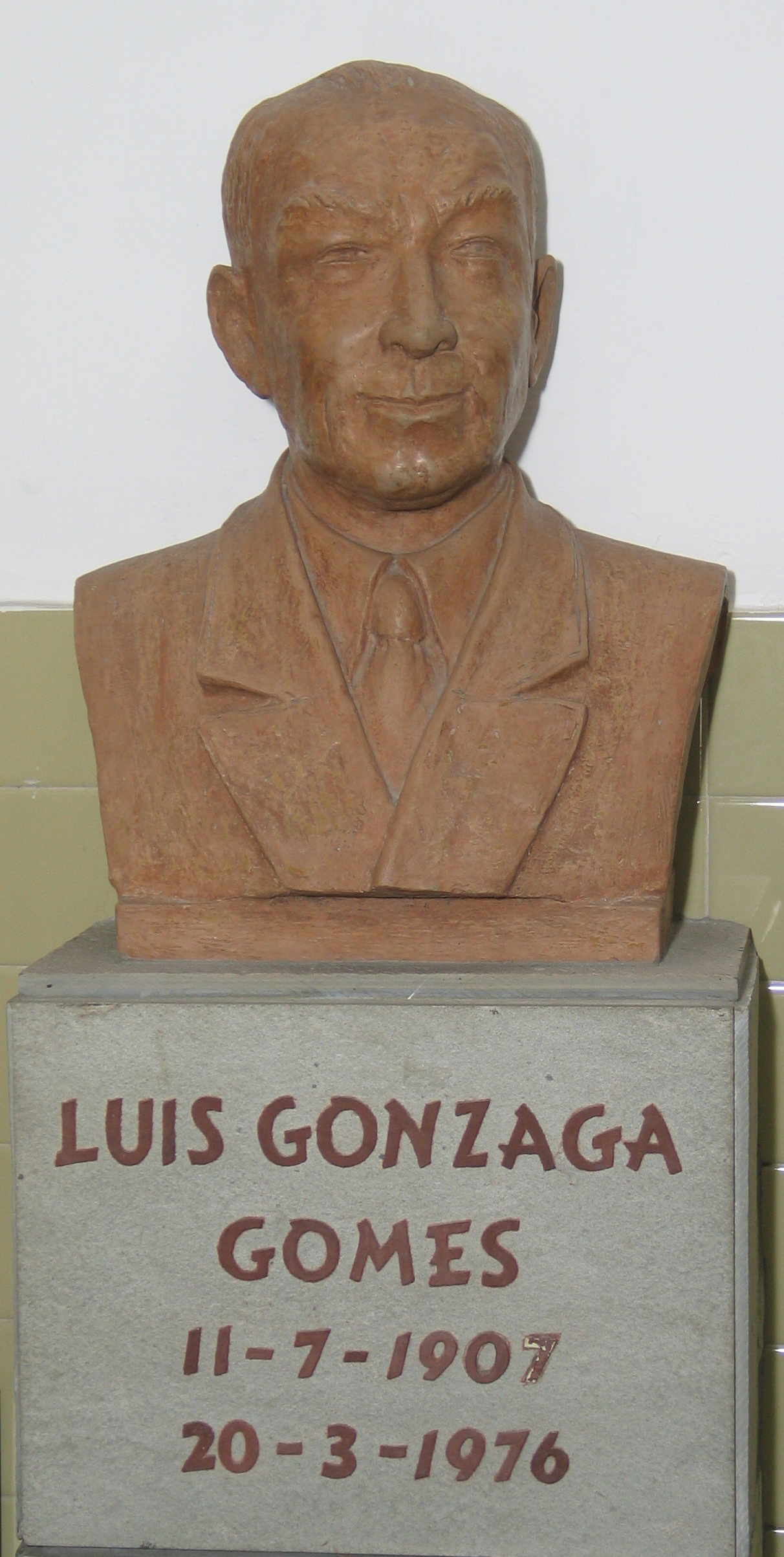
Luís Gonzaga Gomes, Statue in Macau
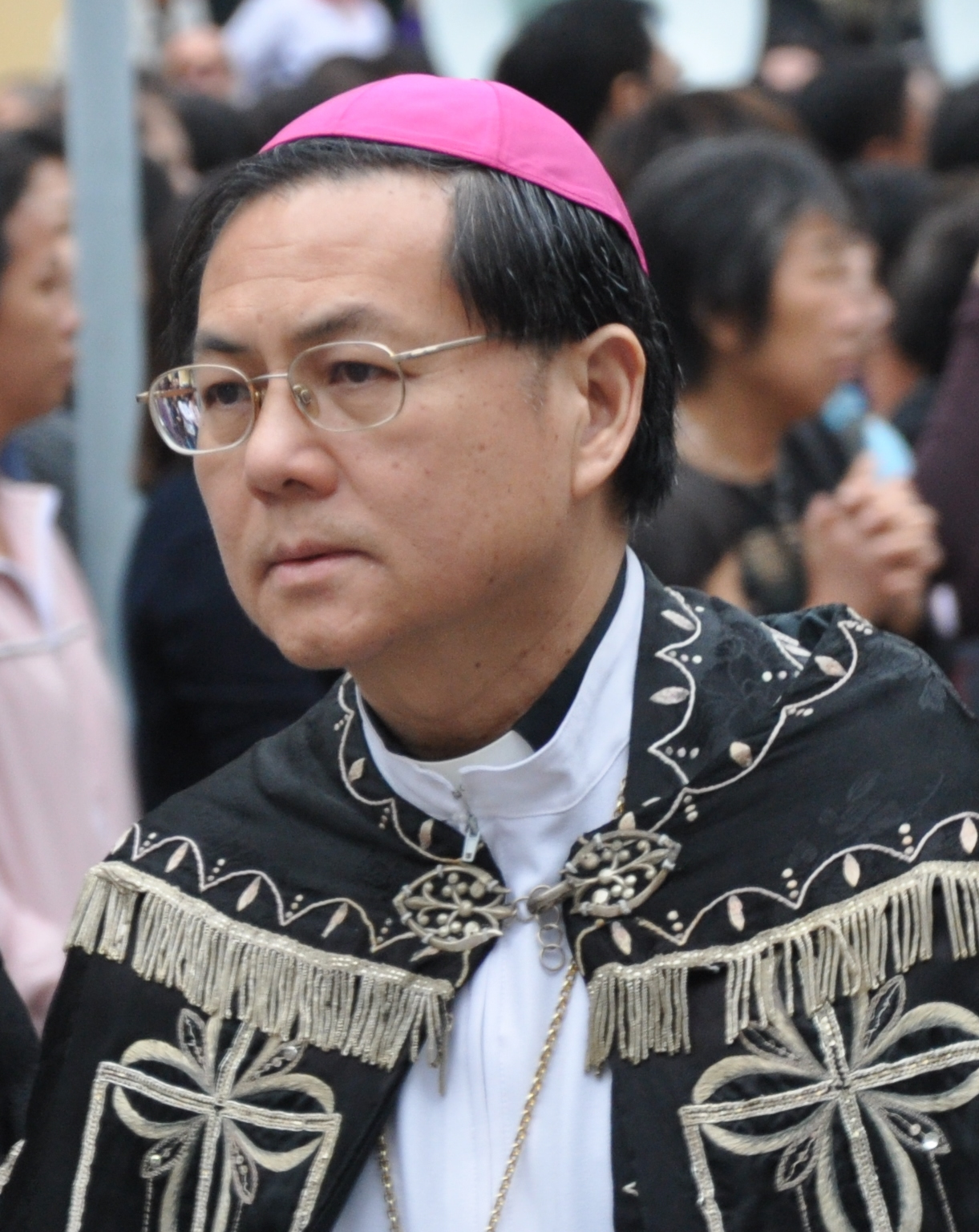
José Lai Hung-seng
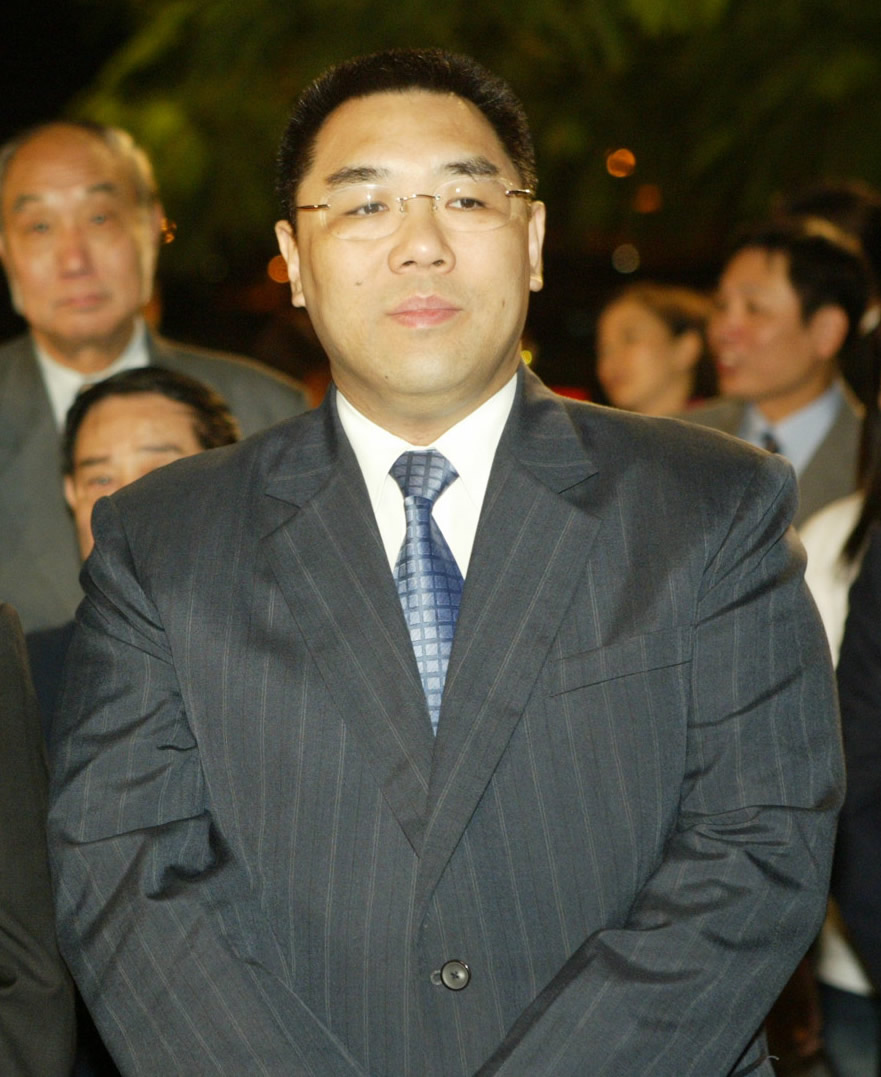
Fernando Chui Sai On
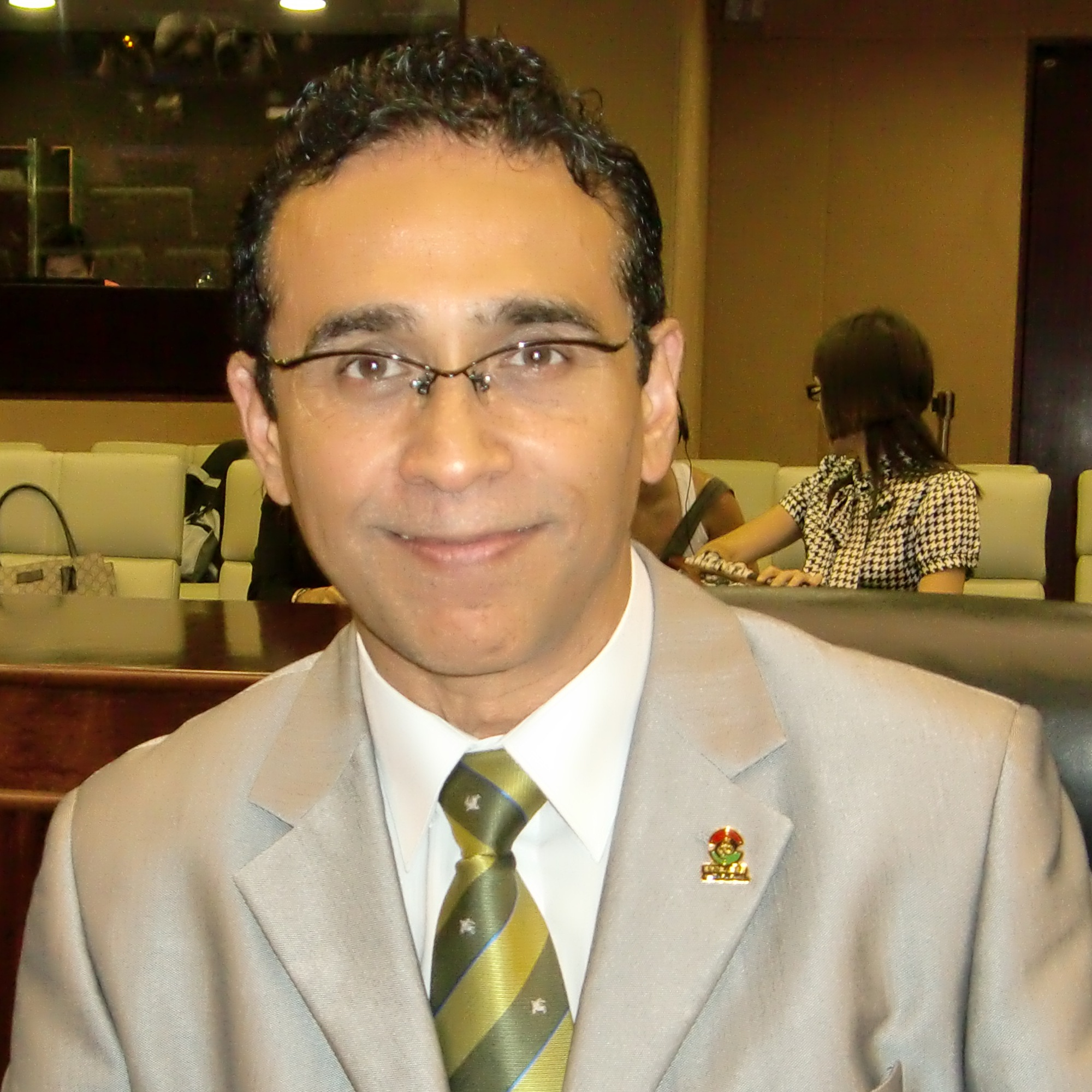
José Maria Pereira Coutinho

### Ehrenbürger
- Hermann-Josef Weidinger OPraem (1918–2004), österreichischer Prämonstratenser-Chorherr, bekannt als Kräuterpfarrer

### Hier gestorben
- José dos Santos Vaquinhas († 1888), portugiesischer Offizier und Kolonialverwalter
- Francisco de Paula Luz († 1915), portugiesischer Offizier und Kolonialverwalter